# Dolgovo (Oblast' di Penza)
Dolgovo è un centro abitato della Russia, chiamato Bogojavlenskoe fino al 1963.